# Nekaf Jeep

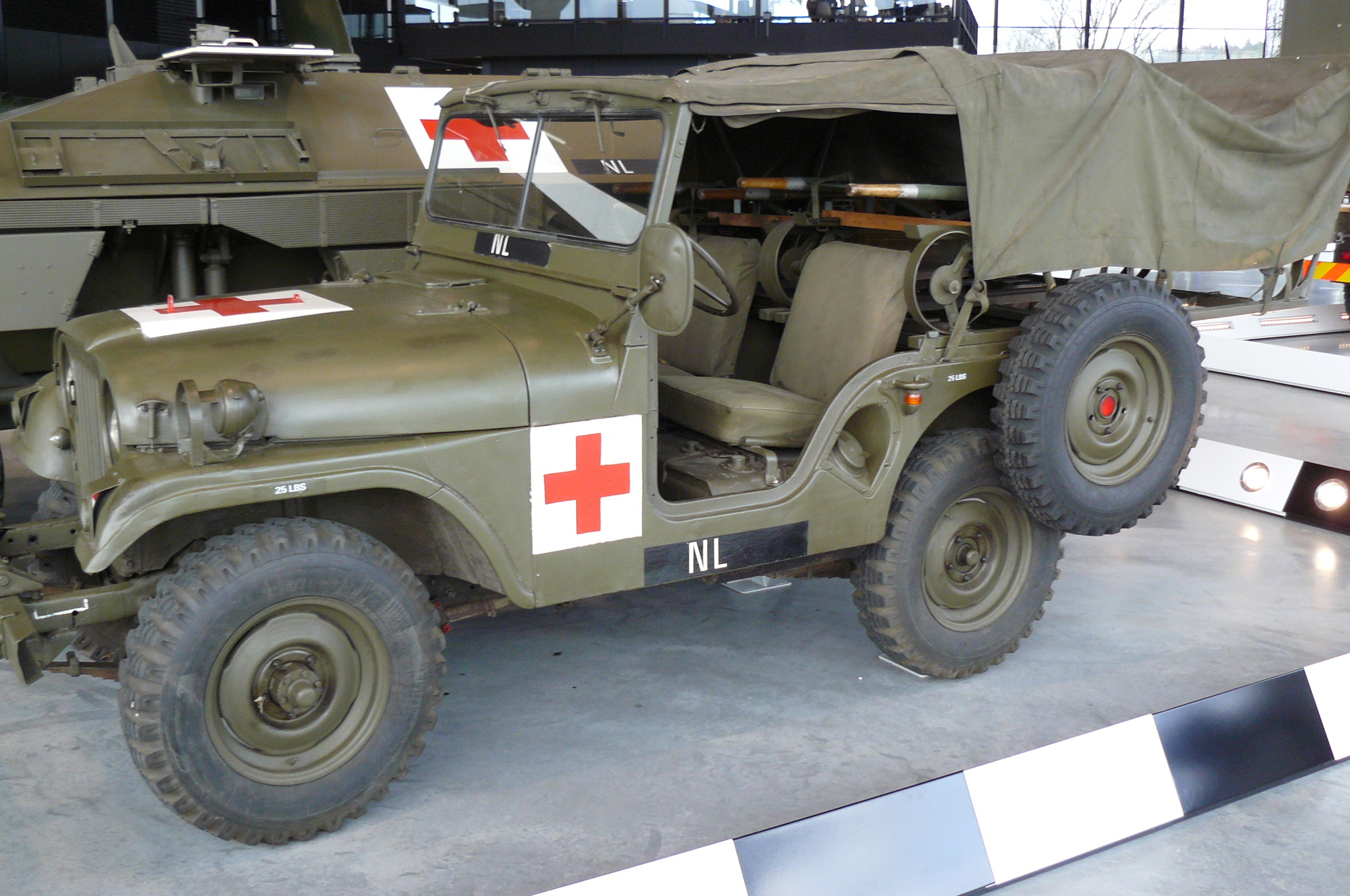
Nekaf-ambulance

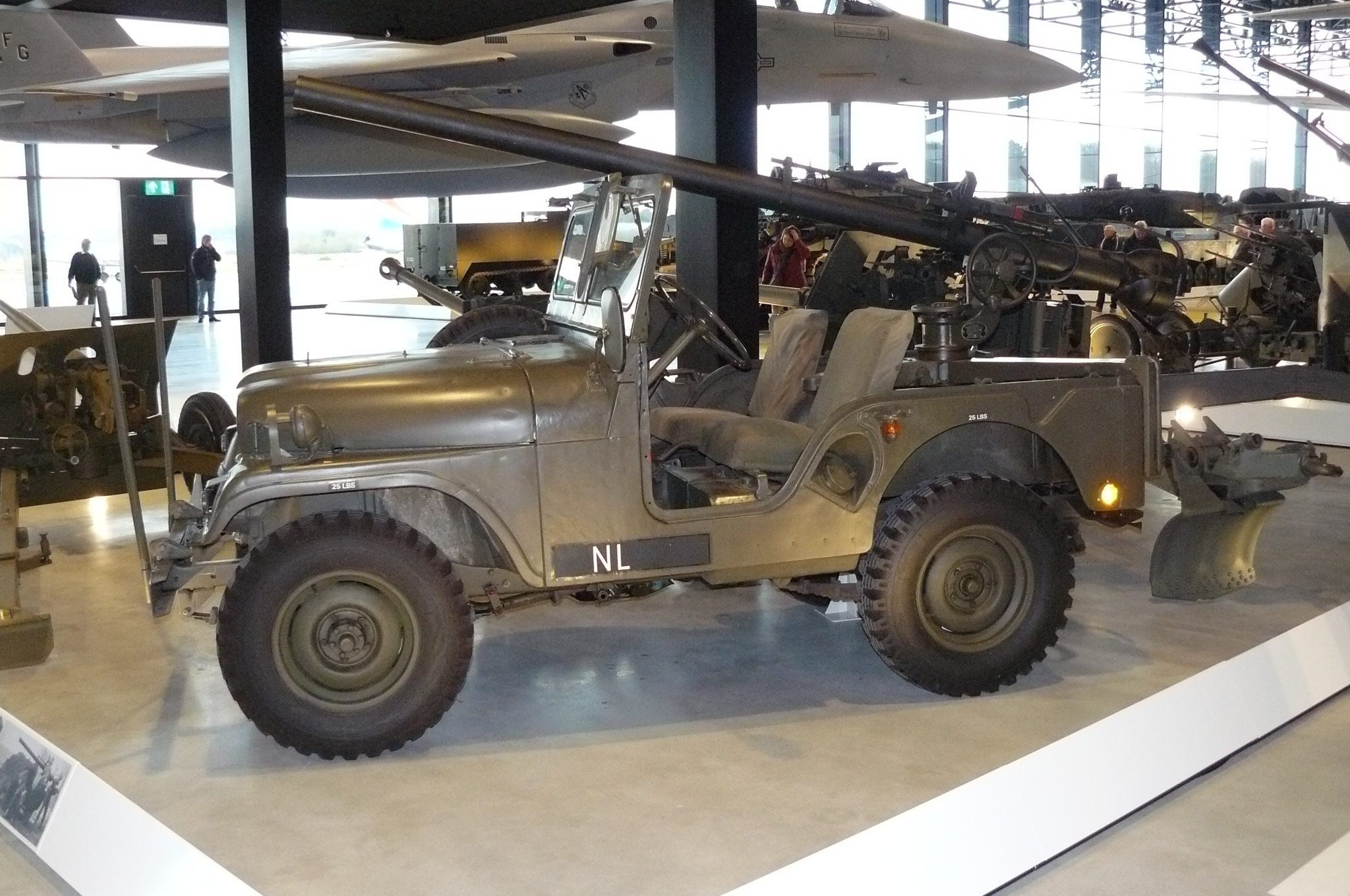
Nekaf M38A1C met terugstootloze vuurmond. Kon 40 centimeter pantserstaal doorboren op maximaal 1000 meter afstand. Gezien in het Nationaal Militair Museum.

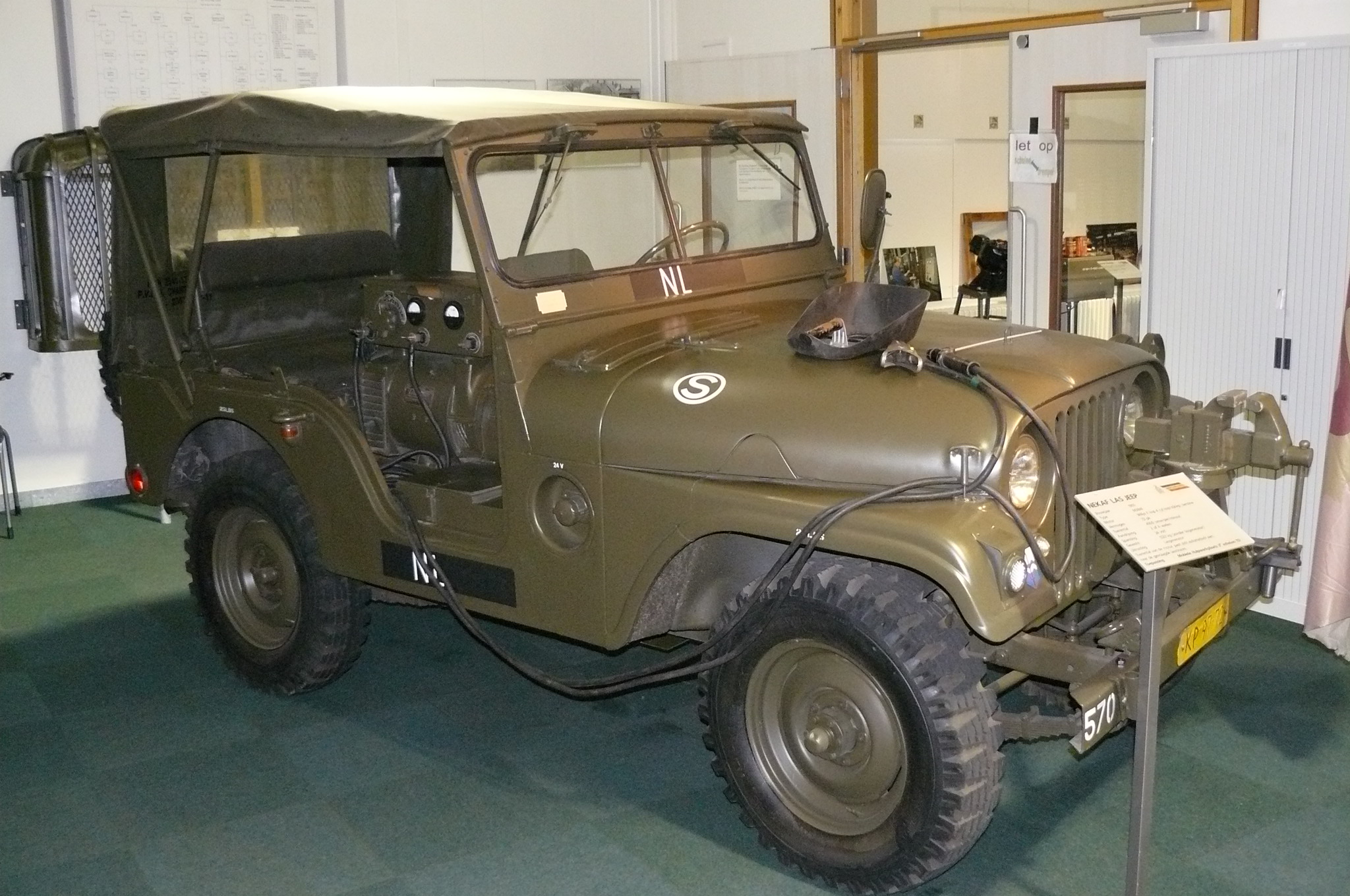
Nekaf van Technische Dienst met aggregaat voor elektrisch lassen

De Nekaf Jeep (ook kortweg Nekaf) was een Willys M38A1 jeep die in Nederland werd geassembleerd, aanvankelijk bij Nekaf in Rotterdam en later bij Kemper & Van Twist uit Dordrecht. De Nekaf Jeep werd tot in de jaren negentig bij de Koninklijke Landmacht gebruikt. Totaal zijn er circa 7500 gebouwd.

De militaire aanduiding is M38A1. Het is oorspronkelijk een ontwerp uit 1952 van Willys-Overland en wordt ook wel aangeduid als Willys MD. De Nederlandse versie wijkt af van de standaard M38A1 door de kenmerkende bolle richtingaanwijzers aan elke zijkant, die beschermd worden door een ijzeren beugel.

## Inleiding
Na de Tweede Wereldoorlog gebruikte de Koninklijke Landmacht aanvankelijk jeeps uit Amerikaanse dumpvoorraden. Begin jaren vijftig zocht het Ministerie van Oorlog een opvolger. DAF ontwikkelde de DAF YA-054 terreinwagen, die echter te duur werd gevonden. De keuze viel op de Willys M38A1 van Willys-Overland. De totale order bedroeg 4000 stuks. Wegens de economische positie van Nederland werd overeengekomen dat de voertuigen bij Nekaf zouden worden geassembleerd, en dat ook onderdelen van Nederlandse leveranciers zouden worden toegepast. Om te kunnen voldoen aan de Nederlandse verkeerswetgeving werden enkele wijzigingen doorgevoerd; onder andere werden richtingaanwijzers toegevoegd.
De eerste Nekaf Jeep werd op 28 mei 1955 afgeleverd. Aanvankelijk leverde Nekaf 55 stuks per week af, maar de fabriek kreeg het druk met de assemblage voor Simca, en de productie zakte in naar 27 stuks per week. Drie jaar later werd Nekaf geliquideerd en werd de assemblage gestaakt. Er waren toen 5676 stuks afgeleverd. Tussen 1958 en 1962 assembleerde de Dordtse firma Kemper & Van Twist een kleine serie van de Nekaf Jeep. De naam bleef ongewijzigd. In totaal zijn er circa 7500 exemplaren van dit type jeep gemaakt.

## Versies
De Nekaf M38A1 is in verschillende uitvoeringen geleverd (en/of gebruikt):
- vrachtauto algemene dienst (VAU), eventueel met Polynorm of Bantam- of Roset-aanhangwagen
- gewondentransport (GWT) met dubbele Riemvis-brancarddrager
- met terugstootloze vuurmond (TLV) 106mm-M40A1 (aanduiding M38A1C of M38A1TLV)
- met het het antitankraketsysteem TOW (40 omgebouwde M38A1C's tussen 1983 en 1989)
- ten behoeve van de verkenning (uitgerust met zend- en ontvangstapparatuur en eventueel een BREN- of MAG-affuit)
- voor de brandweer.

## Beschrijving
Onderstaande tekst is overgenomen uit de Technische Handleiding 9-345:
Het in deze handleiding (TH 9-345) beschreven voertuig wordt aangeduid met Jeep, M38A1, 1/4-TON, 4 x 4, 24V. Het voertuig kan op alle vier wielen worden aangedreven. De viercilinder benzinemotor is voor in het voertuig onder de motorkap geplaatst. De carrosserie biedt plaats aan vier personen, is van het open type en kan worden afgeschermd door een afneembare zeildoekse kap, zijzeilen en zeildoekse deuren, die worden ondersteund en op hun plaats gehouden door metalen stangen, klemmen en zeildoekse banden. Er kan ook een metalen kap worden aangebracht. De jeep wordt voor algemene doeleinden gebruikt en is speciaal ontworpen voor het verrichten van verkenningen, het onderhouden van verbindingen tussen commando's of voor het verrichten van bijzondere opdrachten. De voorruit is zodanig geconstrueerd, dat deze op de motorkap kan worden neergeklapt, teneinde een laag silhouet te verkrijgen en het naar voren vuren mogelijk te maken. Het reservewiel is aan de achterkant van het voertuig bevestigd. De carrosserie is voorzien van beugels en ruimten om de nodige uitrustingsstukken te kunnen vervoeren. Het chassis is aan de achterzijde van een trekhaak voorzien en van ogen aan voor- en achterkant om het voertuig te kunnen slepen of ophijsen.

### Technische gegevens
(ontleend aan: TH9-345, Departement van Defensie)
Jeep M38 A1, 1/4 ton, 4x4:
Afmetingen & Gewichten:
- Hoogte: 1900 mm
- Lengte: 3510 mm
- Breedte: 1550 mm
- Toegestaan gewicht op de weg: 1753 kg
- Toegestaan gewicht in het terrein: 1571 kg
- Laadvermogen op de weg: 544 kg
- Laadvermogen in het terrein: 363 kg
- Getrokken last op de weg (maximaal): 907 kg
- Getrokken last in het terrein (max): 680 kg
- Aantal personen (inclusief bestuurder): 4

Prestaties:
- Maximumsnelheid op de weg: 88 km per uur
- Klimvermogen: 69%
- Waadvermogen (zonder speciale uitrusting): 75 cm
- Waadvermogen (met speciale uitrusting): 190 cm
- Bodemvrijheid: 22,4 cm
- Op- en afloophoek: 46° en 34°

Motor:

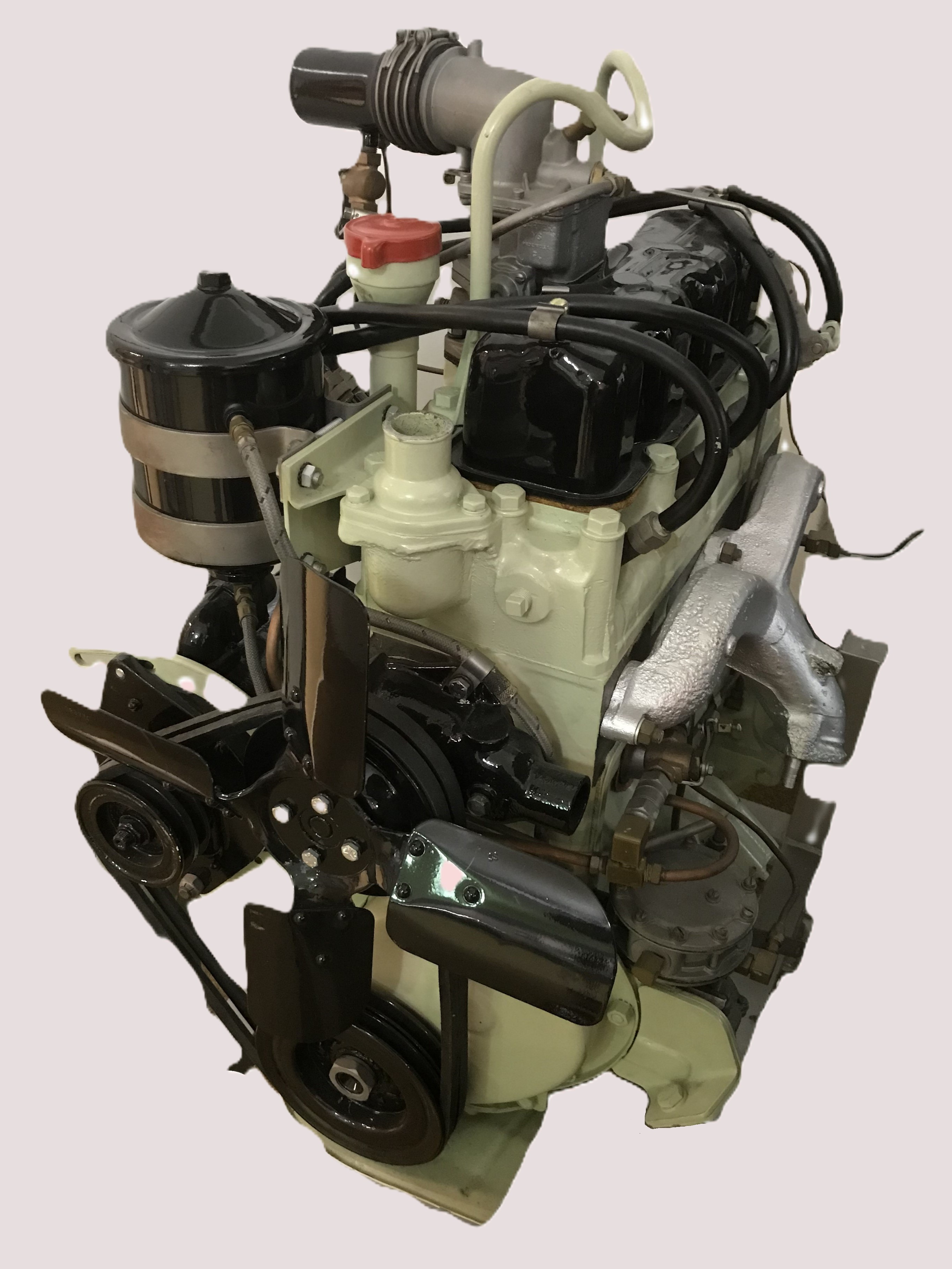
De benzinemotor

- Merk/type: Willys, 4 cilinder, F-kop (combinatie van kop- en zijklep), 4 takt, vloeistof gekoeld
- Brandstof: benzine
- Vermogen: 72 pk bij 4.000 toeren
- Maximum koppel: 114 ft. lbs bij 2.000 toeren
- Cilinderinhoud: 2,199 liter

Versnellingsbak:
- Merk/type: Warner Gear, synchromesh, 3 vooruit, 1 achteruit
- Overbrengingsverhoudingen:
  - vooruit:
    - 1e 2,789:1
    - 2e 1,551:1
    - 3e 1,000:1

  - Achteruit:
    - 3,789:1

Reductiebak:
- Merk: Spicer
- Overbrengingsverhoudingen:
  - Hoge gearing: 1.00:1
  - Lage gearing: 2.43:1

Brandstoftank:
- Capaciteit: 68 liter

Elektrische installatie:
- Boordspanning:24 volt
- Twee accu's van 12 volt elk
- Capaciteit per accu: 45 Ah

Zend- en ontvanginstallaties

In de loop der jaren is de Nekaf met verschillende radiotoestellen uitgerust voor het HF- en VHF-frequentiegebied, zoals onder andere:
- AN/GRC-9 HF, bijnaam: Angrynine
- GRC-3030 HF
- VRC-9 VHF
- RT-3600 VHF
- RT-4600 VHF

## Dieselversie
Voor de Artillerie-Inrichtingen is een Nekaf Jeep met dieselmotor gemaakt; een uniek exemplaar. Voor het trekken van karren met explosief materiaal was er behoefte aan een "vonkenvrij" voertuig. Eind jaren zestig zijn van een Nekaf Jeep alle elektrische componenten verwijderd. De benzinemotor werd vervangen door een Farymann dieselmotor. Dit was een aangepaste stationair- en scheepsmotor die alleen met een zwengel kon worden gestart. Hij telde een cilinder met een inhoud van 850 cm3. Het vermogen was 10 pk. Het enige exemplaar staat in het museum van het Regiment Technische Troepen te Soesterberg.

## Liefhebbers
In 1962 werd de Nekaf Jeep opgevolgd door de DKW Munga. Deze sleet echter zo snel dat de al opgeslagen Nekaf Jeeps vanaf 1970 weer moesten worden ingezet. Eind jaren zeventig werden ze opgevolgd door Land Rovers. De Nekaf Jeeps werden weer opgeslagen. In 1996 ging de Nekaf Jeep definitief uit dienst. De meeste exemplaren zijn nu in particulier bezit bij liefhebbers die ze in originele staat operationeel houden. Er zijn in Nederland vele clubs voor legervoertuigen waardoor specifieke kennis en kunde bewaard blijft.